# Allophylus subfalcatus
Allophylus subfalcatus är en kinesträdsväxtart som beskrevs av Ludwig Radlkofer. Allophylus subfalcatus ingår i släktet Allophylus och familjen kinesträdsväxter.

## Underarter
Arten delas in i följande underarter:
- A. s. acutissimus
- A. s. distachyus